# جلين دبليو. همفريز
جلين دبليو. همفريز (بالإنجليزية: Glyn W. Humphreys)‏ هو عالم نفس بريطاني، ولد في 28 ديسمبر 1954 في Ormskirk ‏ في المملكة المتحدة، وتوفي في 14 يناير 2016.

## وصلات خارجية
- الموقع الرسمي